# 研究型圖書館
研究型圖書館（英語：Research library，或譯為研究圖書館）是深度收藏包含某一或多個主題資料的圖書館。研究型圖書館通常會包括對特定主題或一群主題加以深度選擇的資料，其中既包含一手文獻，也包含二手文獻（如古籍、手稿等善本特藏，或特定學科領域、區域研究的學術文獻）。研究型圖書館的建立是為了滿足研究需求，因此，館內儲藏具優質內容的真實材料。研究型圖書館通常附屬專精於特定主題的學術機構或研究機構，並為機構成員提供服務。大型的大學圖書館通常被視為研究型圖書館，並且通常包含許多專門的分館。這些圖書館提供研究材料，供大學師生職員使用，並且還可出版和展示這些機構製作的文獻，供他人利用。研究型圖書館也可能對特定主題上想獲得深度知識的公眾開放。
自我定位為研究型圖書館者，大多為學術圖書館、國家圖書館、附屬於研究機構、博物館、檔案館、美術館等機構的專門圖書館。某些公共圖書館或不隸屬任何機構獨立運作的專門圖書館，因歷史悠久，具有充足深厚的研究型館藏，也會是研究型圖書館，前者如紐約公共圖書館，後者如紐伯利圖書館、福爾格的莎士比亞圖書館。

## 圖集

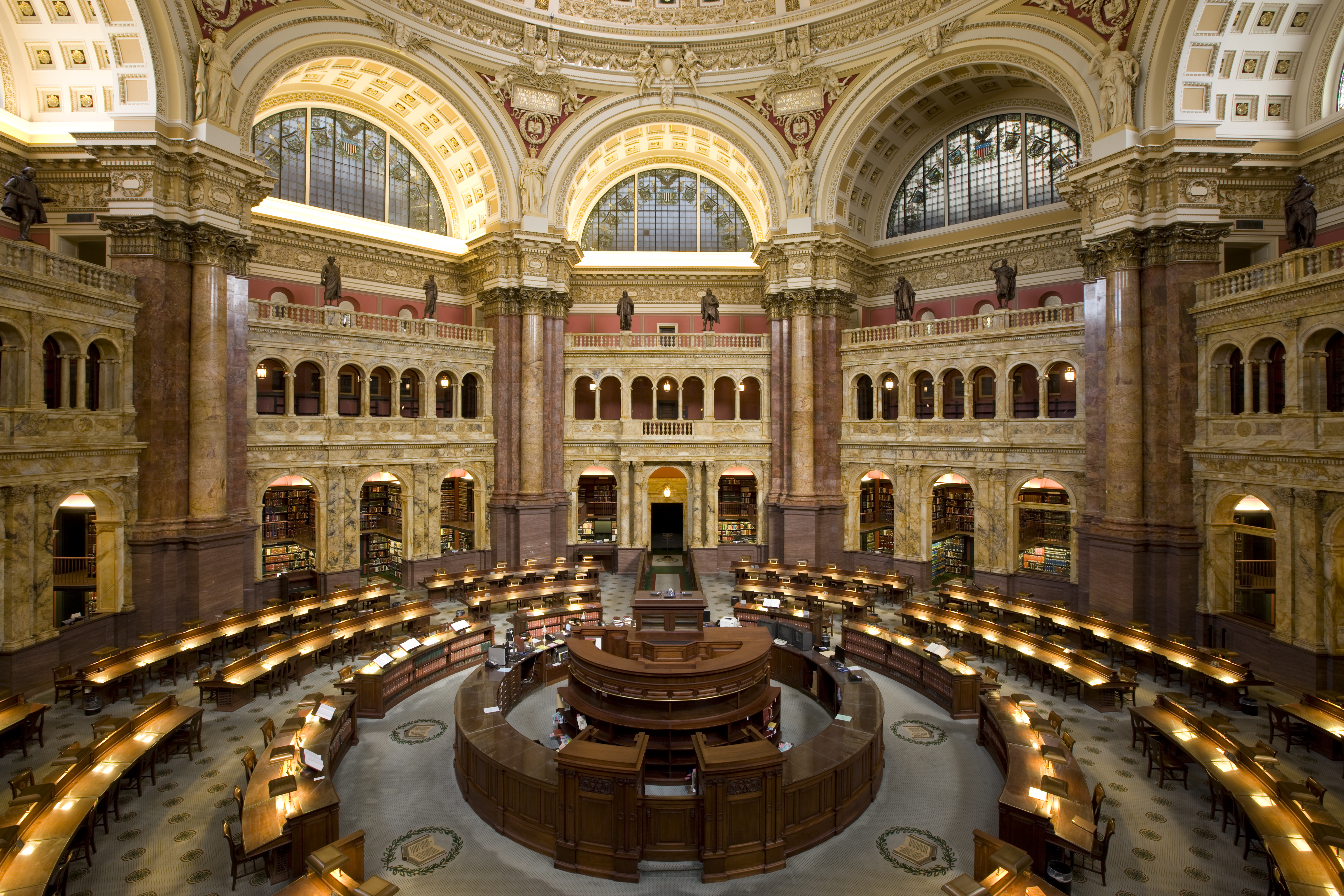
美國國會圖書館為世界享負盛名的研究型圖書館之一
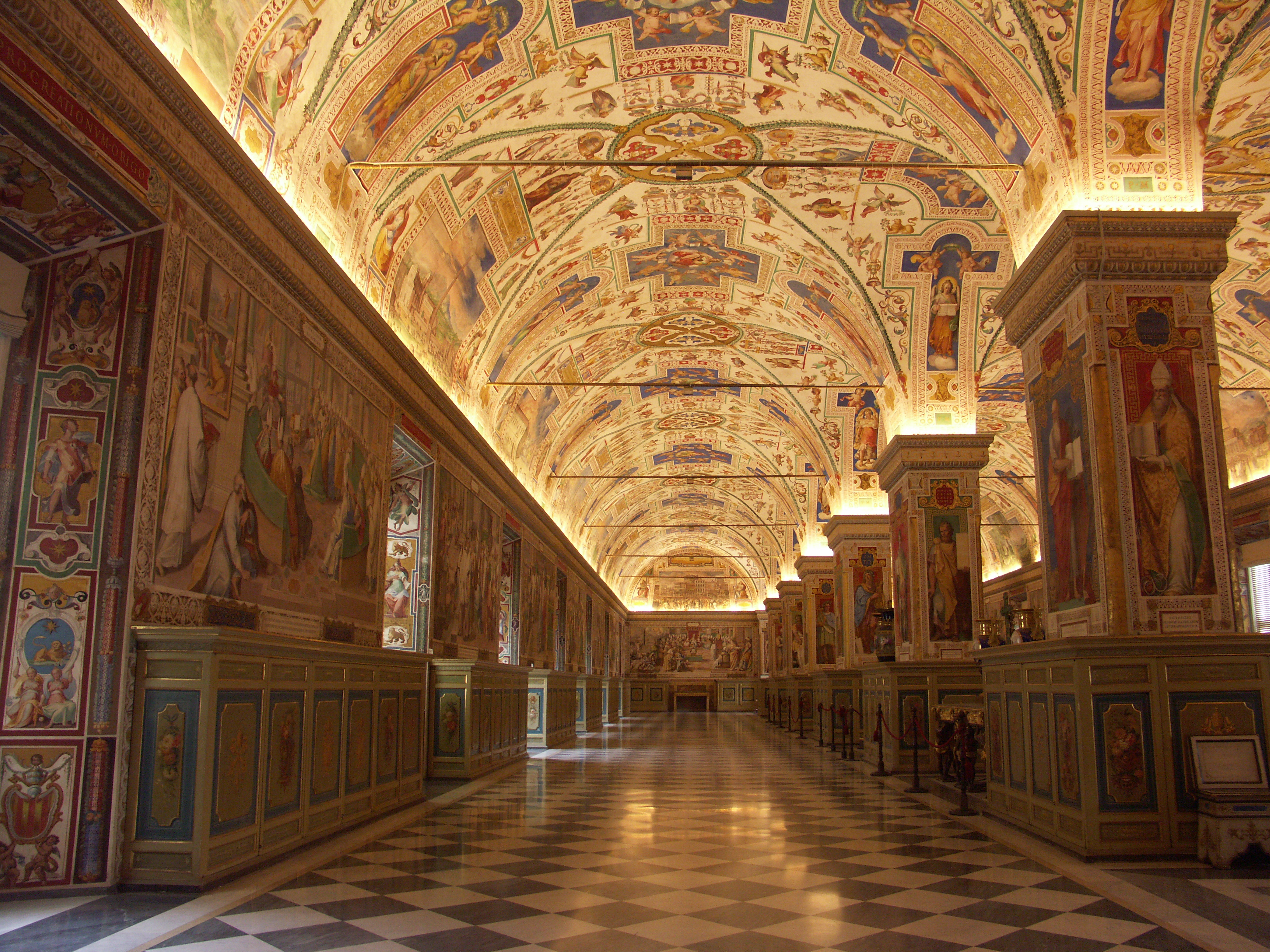
梵蒂岡宗座圖書館的西斯汀大廳
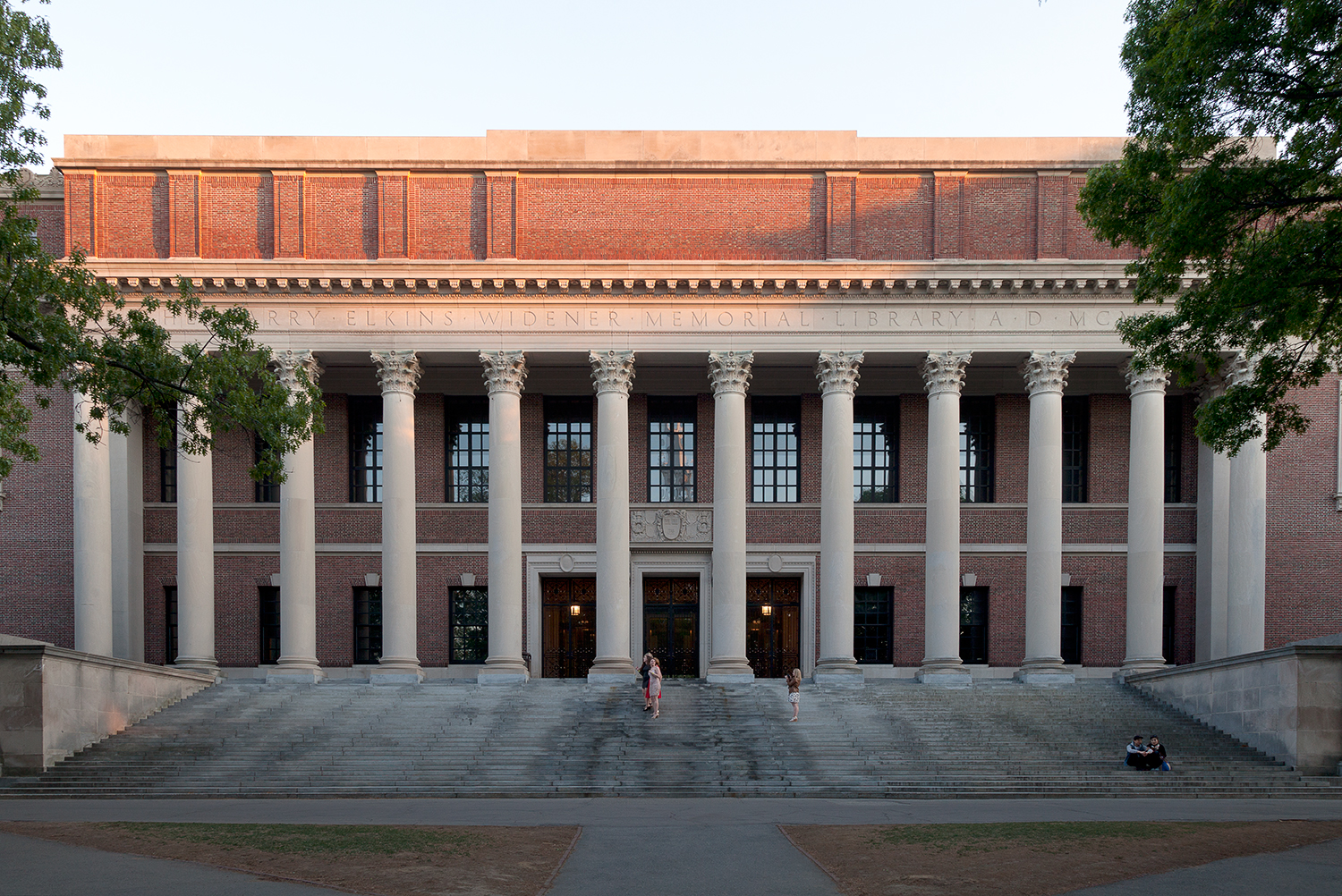
哈佛大學的懷德納圖書館
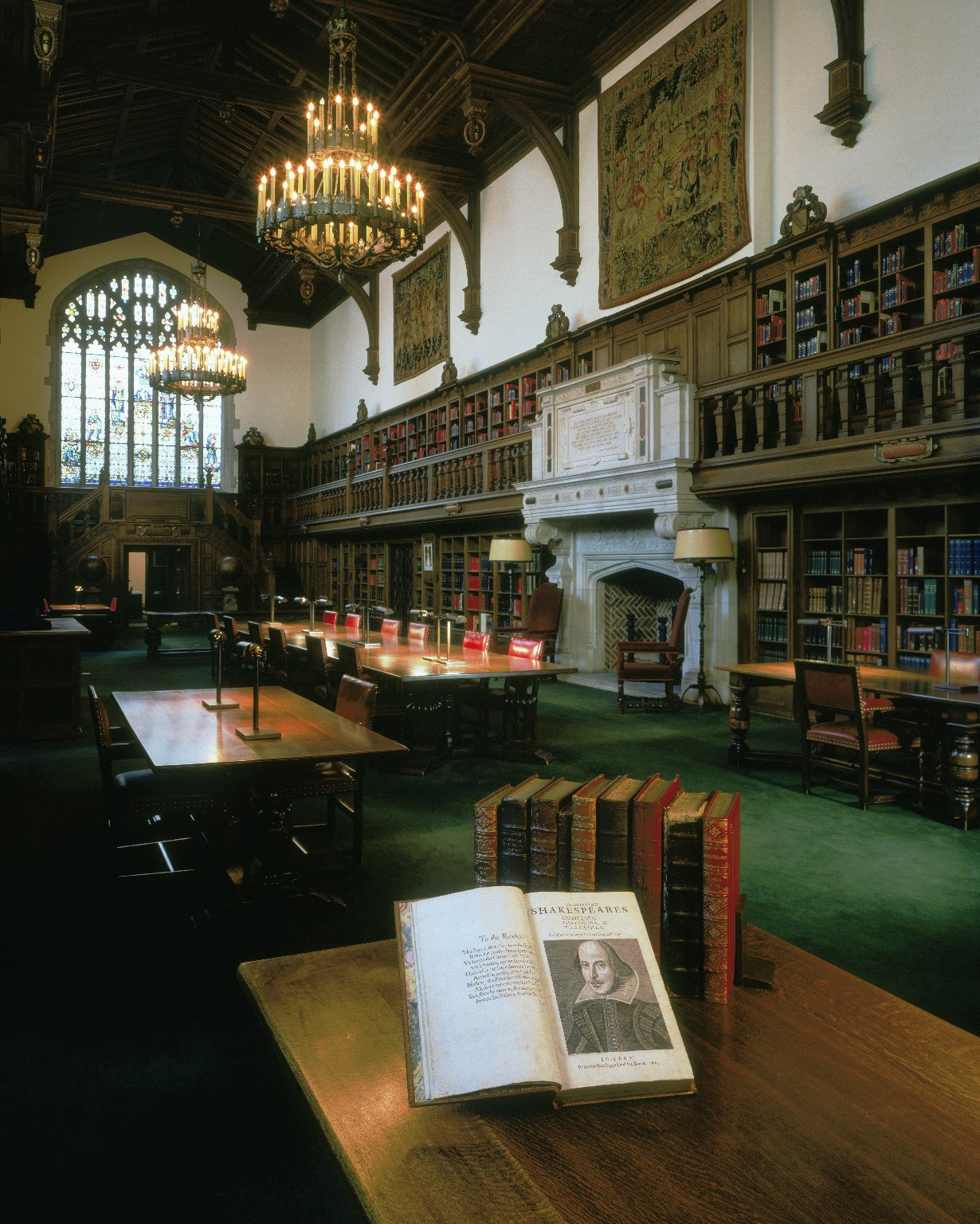
福爾格的莎士比亞圖書館（英语：Folger Shakespeare Library）
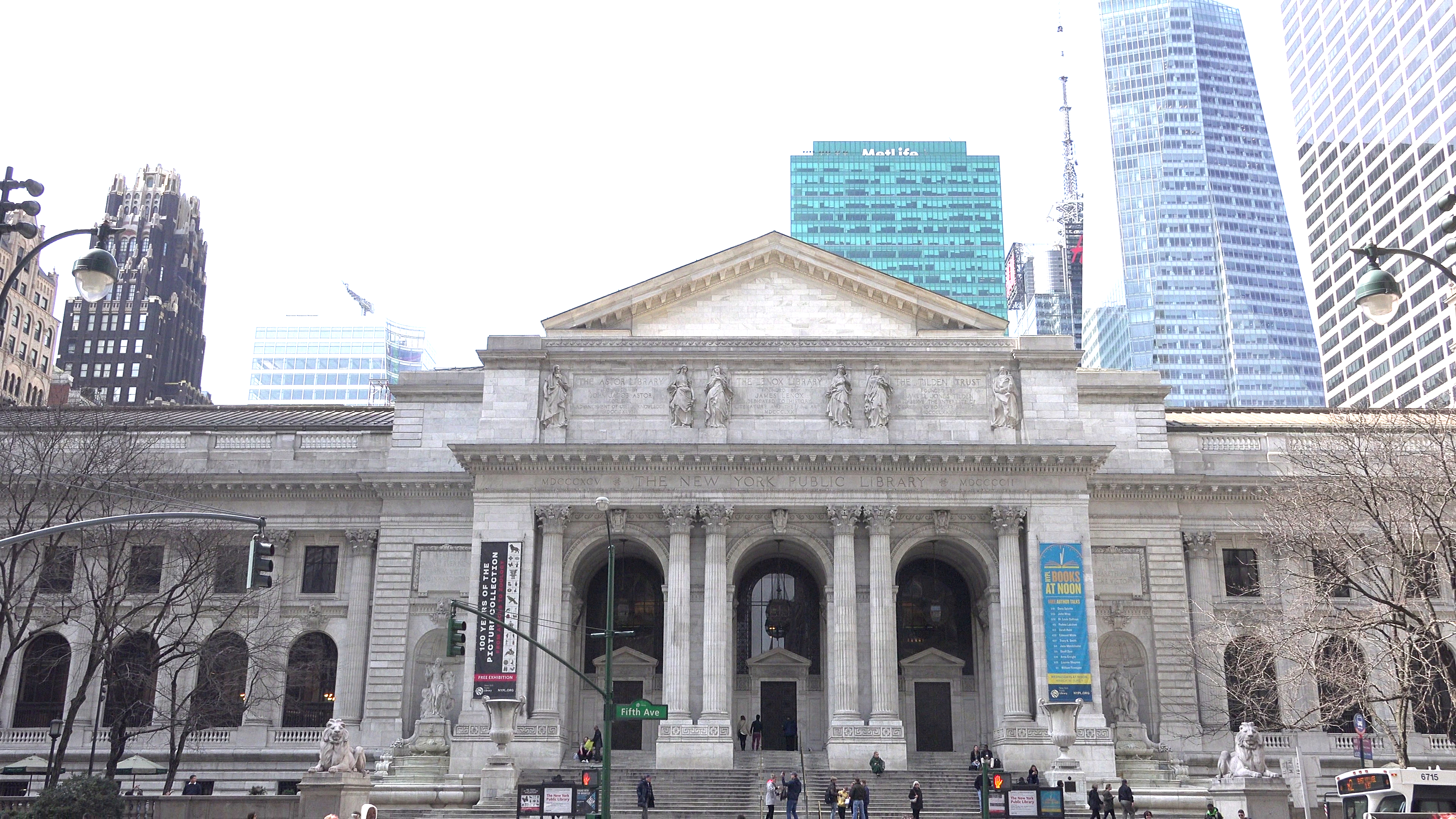
紐約公共圖書館的研究型圖書館蘇世民大樓，紐約公共圖書館共有四座研究型圖書館
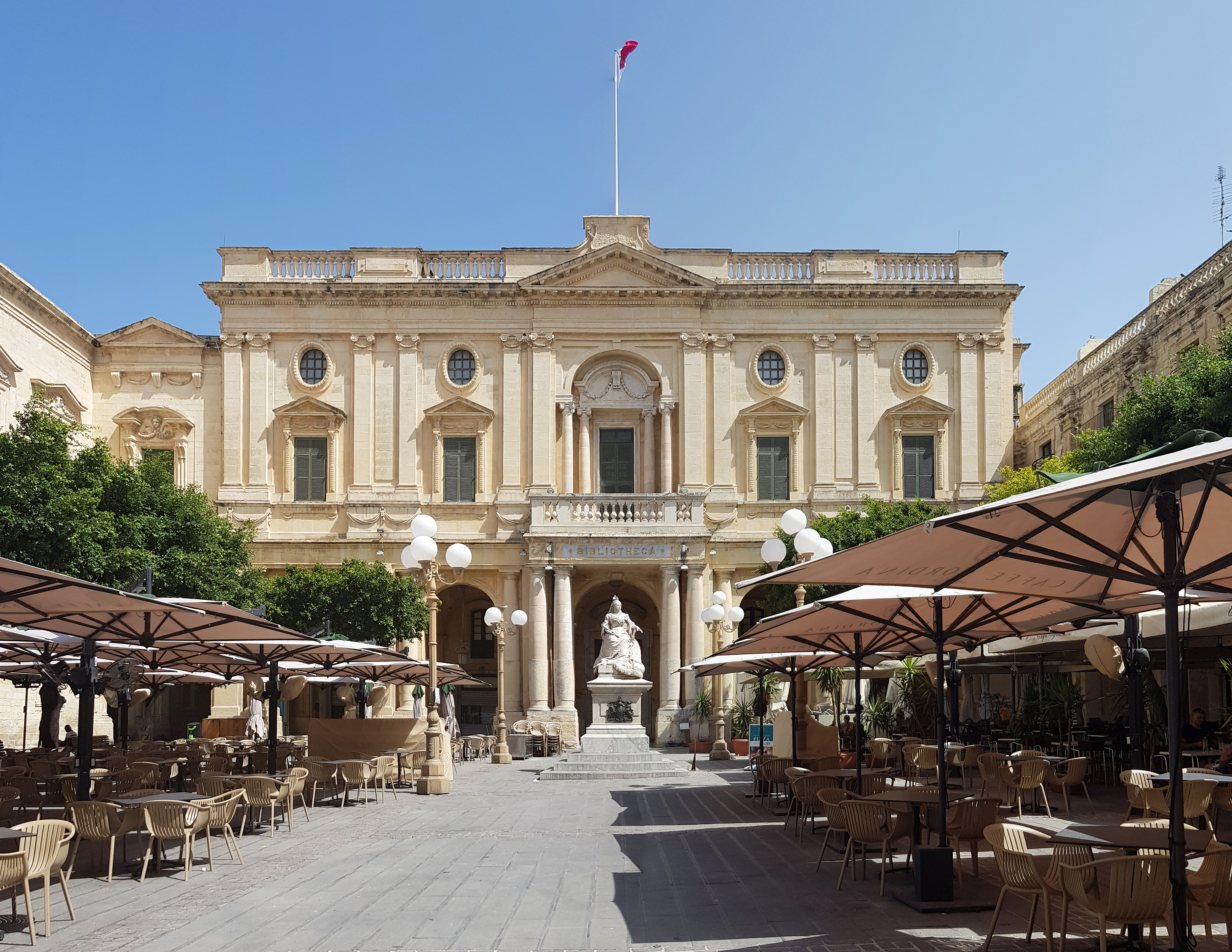
馬爾他國家圖書館
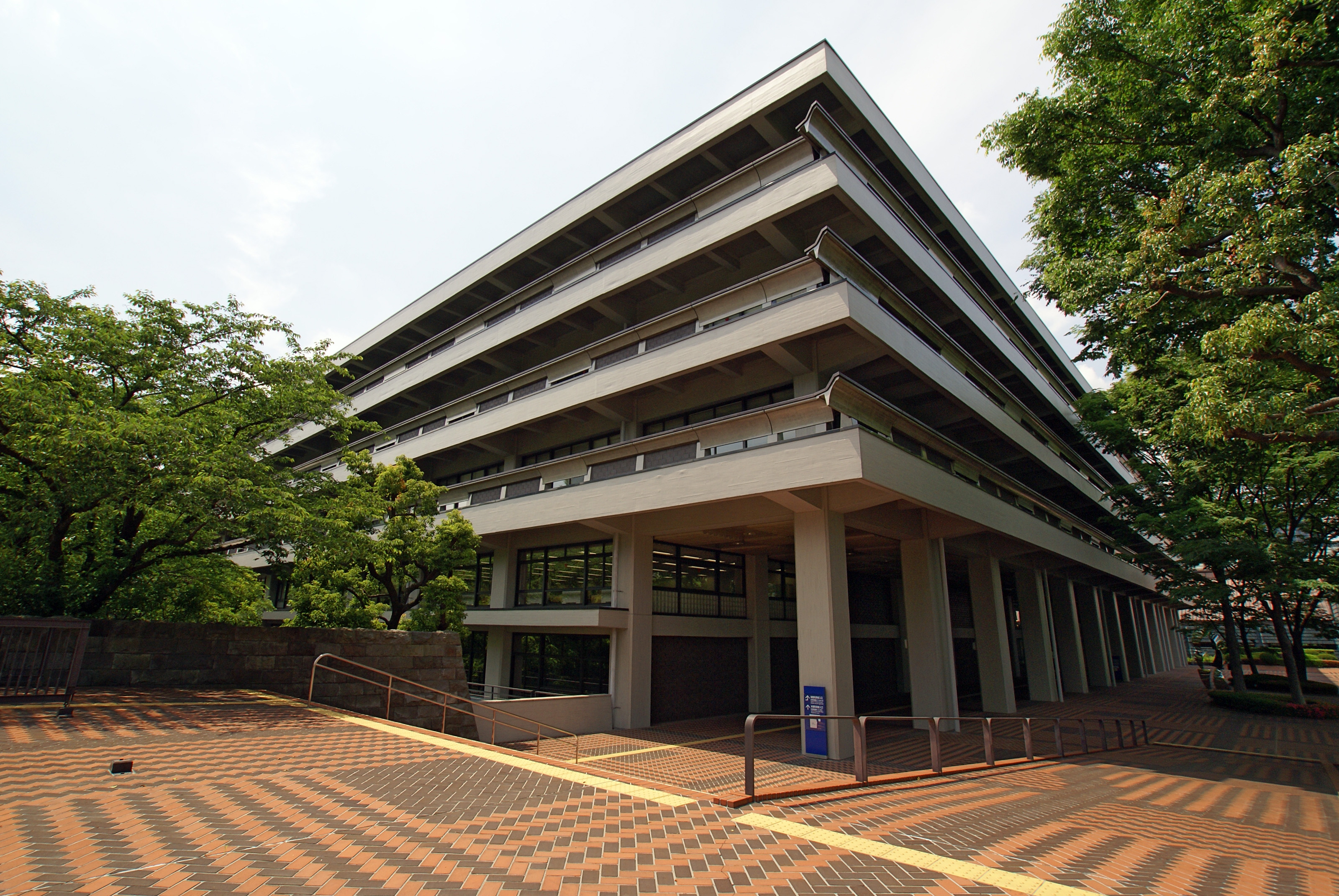
日本國立國會圖書館
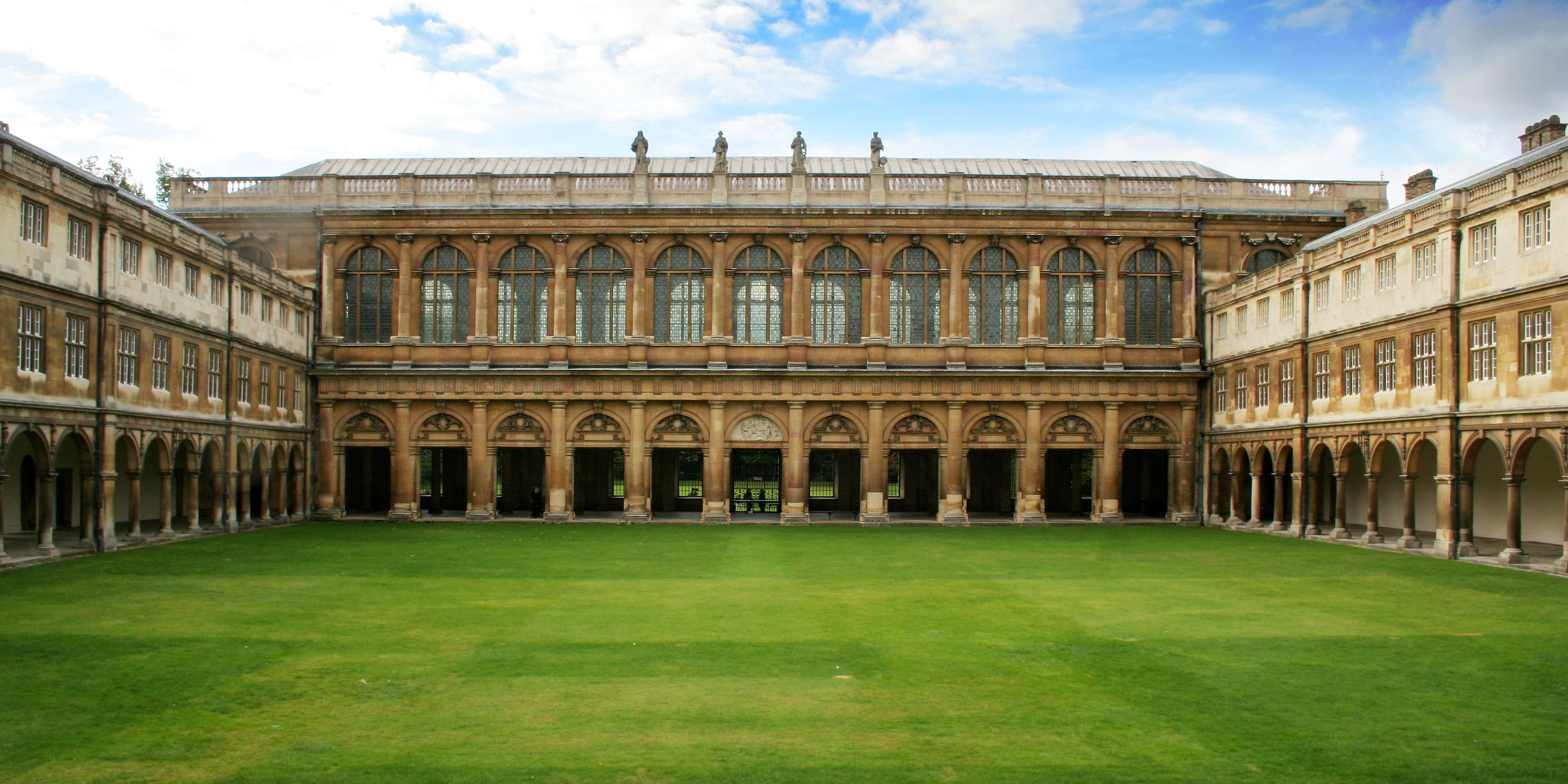
劍橋大學三一學院的萊恩圖書館
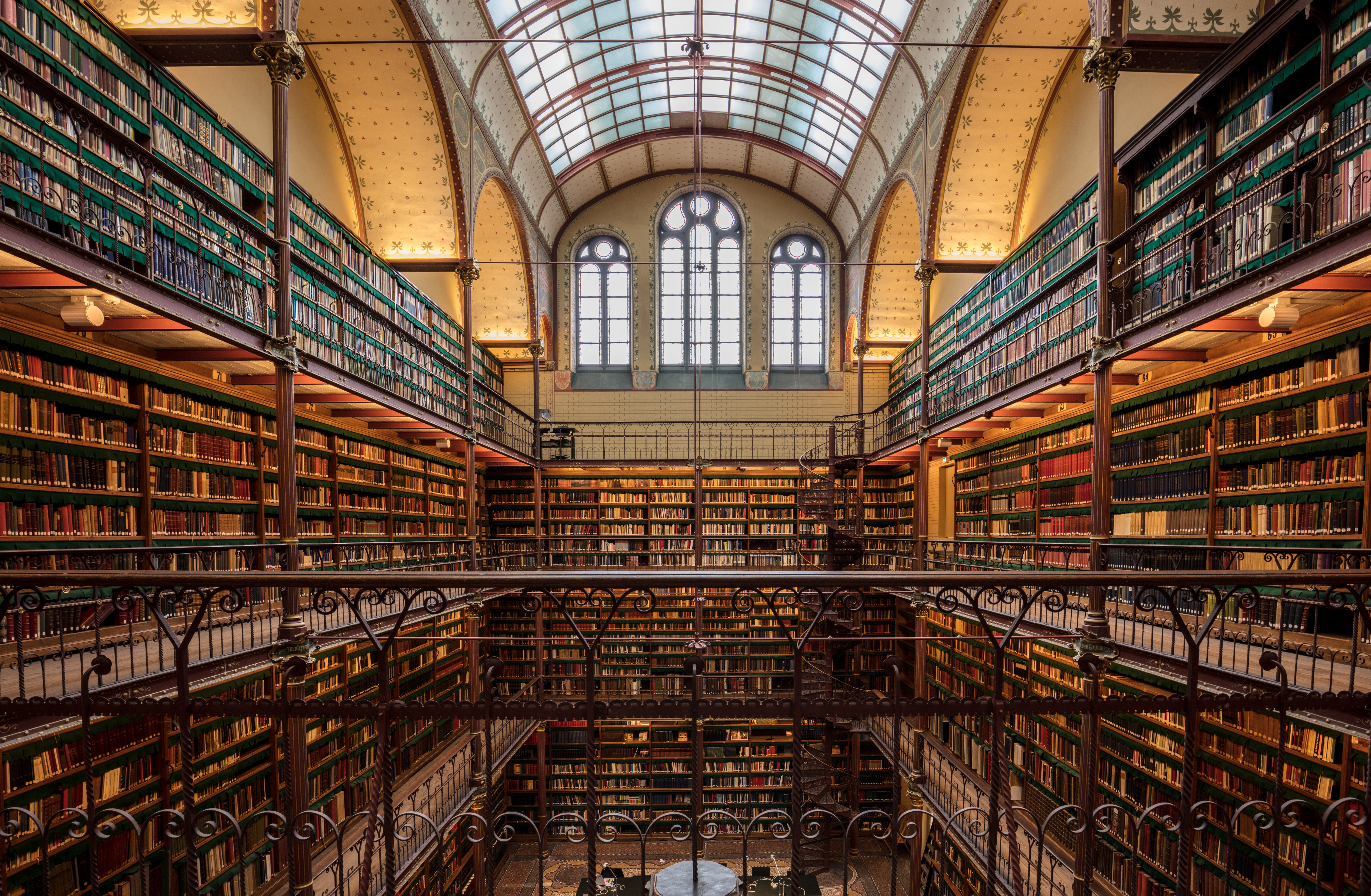
荷蘭國家博物院研究型圖書館（英语：Rijksmuseum Research Library）